# Newcomerstown
Newcomerstown ist ein Village im Tuscarawas County, Ohio, Vereinigte Staaten, und liegt 85 Meilen (137 Kilometer) ostnordöstlich von Columbus. 1900 wohnten 2659 Leute in Newcomerstown. Bei der Volkszählung 2000 betrug die Einwohnerzahl 4008.
Der bekannte Baseballspieler Cy Young lebte einige Zeit in Newcomerstown und starb hier 1955.

## Geographie
Newcomerstowns geographische Koordinaten lauten 40° 16′ N, 81° 36′ W. Der Ort liegt am Tuscarawas River. Historisch war der Ort auch unter dem Namen Des Nouveaux Venus bekannt. Der Ort liegt südlich des U.S. Highway 36 am Schnittpunkt von zwei früheren Bahnstrecken.
Nach den Angaben des United States Census Bureaus hat der Ort eine Gesamtfläche von 6,6 km², wovon 6,4 km² auf Land und 0,2 km² (= 2,36 %) auf Gewässer entfallen.

## Demographie
Zum Zeitpunkt des United States Census 2000 bewohnten Newcomerstown 4008 Personen. Die Bevölkerungsdichte betrug 626,5 Personen pro km². Es gab 1817 Wohneinheiten, durchschnittlich 284,0 pro km². Die Bevölkerung Newcomerstowns bestand zu 95,83 % aus Weißen, 2,57 % Schwarzen oder African American, 0,25 % Native American, 0,07 % Asian, 0 % Pacific Islander, 0,20 % gaben an, anderen Rassen anzugehören und 1,07 % nannten zwei oder mehr Rassen. 0,72 % der Bevölkerung erklärten, Hispanos oder Latinos jeglicher Rasse zu sein.
Die Bewohner Newcomerstowns verteilten sich auf 1654 Haushalte, von denen in 31,4 % Kinder unter 18 Jahren lebten. 46,8 % der Haushalte stellten Verheiratete, 13,2 % hatten einen weiblichen Haushaltsvorstand ohne Ehemann und 35,7 % bildeten keine Familien. 31,0 % der Haushalte bestanden aus Einzelpersonen und in 16,0 % aller Haushalte lebte jemand im Alter von 65 Jahren oder mehr alleine. Die durchschnittliche Haushaltsgröße betrug 2,37 und die durchschnittliche Familiengröße 2,96 Personen.
Die Bevölkerung verteilte sich auf 26,1 % Minderjährige, 7,8 % 18–24-Jährige, 26,9 % 25–44-Jährige, 21,2 % 45–64-Jährige und 17,9 % im Alter von 65 Jahren oder mehr. Das Durchschnittsalter betrug 38 Jahre. Auf jeweils 100 Frauen entfielen 86,9 Männer. Bei den über 18-Jährigen entfielen auf 100 Frauen 81,8 Männer.
Das mittlere Haushaltseinkommen in Newcomerstown betrug 27.414 US-Dollar und das mittlere Familieneinkommen erreichte die Höhe von 34.464 US-Dollar. Das Durchschnittseinkommen der Männer betrug 26.703 US-Dollar, gegenüber 18.375 US-Dollar bei den Frauen. Das Pro-Kopf-Einkommen belief sich auf 15.946 US-Dollar. 16,0 % der Bevölkerung und 12,0 % der Familien hatten ein Einkommen unterhalb der Armutsgrenze, davon waren 26,2 % der Minderjährigen und 11,4 % der Altersgruppe 65 Jahre und mehr betroffen.

## Persönlichkeiten
- Woody Hayes, Footballtrainer
- Michael R. White, ehemaliger Bürgermeister von Cleveland
- Cy Young (1867–1955), Baseballspieler